# Внешность обманчива
«Внешность обманчива» (англ. Skin Deep) — двенадцатый эпизод американского телевизионного сериала в жанре фэнтези «Однажды в сказке». Премьерный показ серии в США состоялся 12 февраля 2012 года на телеканале ABC.

## Сюжет

### В Зачарованном лесу
В Зачарованном лесу сэр Морис терпит неудачи в войне с ограми и для защиты своего города просит помощи у Румпельштильцхена. Тот соглашается, но в качестве платы запрашивает дочь сэра Бэлль — она должна навсегда стать его служанкой. Несмотря на отказ отца и жениха, Бэлль соглашается, чтобы всех спасти.
В замке. Румпель садит Бэлль в темницу, а затем выдаёт список дел, и упоминает «свежевание детских шкурок» Шокированная, Бэлль роняет чашку и от неё откалывается осколок. Она уже готова, принять гнев. Но Румпель говорит, что это просто чашка. Проходит время и между Бэлль и Румпелем возникает привязанность. Он даже разрешает ей открыть занавешенные окна и рассказывает о своём сыне.
Гастон прибывает в замок с целью освободить Бэлль. Но Румпель превращает его в розу и дарит ей. Бэлль говорит что никогда не любила Гастона и это был брак по расчёту. А сама она хотела бы посмотреть мир. Румпель отпускает её в город за соломой. По дороге обратно она встречает Злую Королеву которая говорит, что поцелуй сможет сделать Румпеля вновь человеком.
В Замке Бэлль целует Румпеля и к нему возвращается человеческий вид . В ярости он обвиняет Бэлль в сговоре с Королевой и говорит, что она его никогда не полюбит и это всё обман. Он запирает девушку обратно в темницу. Затем он приказывает навсегда покинуть замок, утверждая что могущество для него важнее её. Бэлль упрекает его в трусости и уходит.
Некоторое время спустя Королева приходит к Румпелю и рассказывает, что Бэлль вернулась в родные края, но была всеми отвергнута, заточена в башню, откуда спрыгнула и погибла.

### В Сторибруке
В Сторибруке мистер Голд забирает фургон флориста Мо Френча за неуплату, накануне дня святого Валентина. В кафе у Бабушки Мэри и Дэвид переговариваются через столики. Их прерывает Эмма, которая пришла узнать о Генри. А затем приходит Эшли и жалуется, что из-за рождения ребёнка Шон постоянно работает и они не видятся. Руби предлагает устроить для всех девичник.
Эмму вызывают на ограбление дома мистера Голда. Он обвиняет в этом флориста Мо. Шериф идёт по этой зацепке и находит украденное. Но Голд не доволен, не хватает «самого главного».
Девушки празднуют. Однако Эмма и Мэри расстроены из-за любви. Вдруг появляется Шон с букетом роз и делает Эшли предложение. Она соглашается. Чуть позже Мэри Маргарет встречает на улице Дэвида. Он поздравляет её и дарит открытку, но путает и отдаёт открытку для Кэтрин. Мэри говорит ему, что их отношения в тупике. Но Дэвид готов найти способ чтобы всё получилось.
Тем временем Голд похищает Мо и угрожая, требует сказать ему, где украденное и кто его на это надоумил. В ярости он избивает его и обвиняет в чьей-то гибели. Его прерывает Эмма и арестовывает. Но попытки узнать о ком говорил Голд не увенчиваются успехом.
В полицейском участке Реджина отпускает Эмму с Генри в обмен на разговор с Голдом. Она признаёт что надоумила цветочника и обещает вернуть украденное если Голд назовёт своё настоящее имя .Он говорит «Румпельштильцхен» и мэр передаёт ему ту самую украденную чашку с маленьким сколом.
После разговора Реджина направляется в психбольницу, где, как оказалось всё время держала Бэлль которую все считали мёртвой.